# Borwall

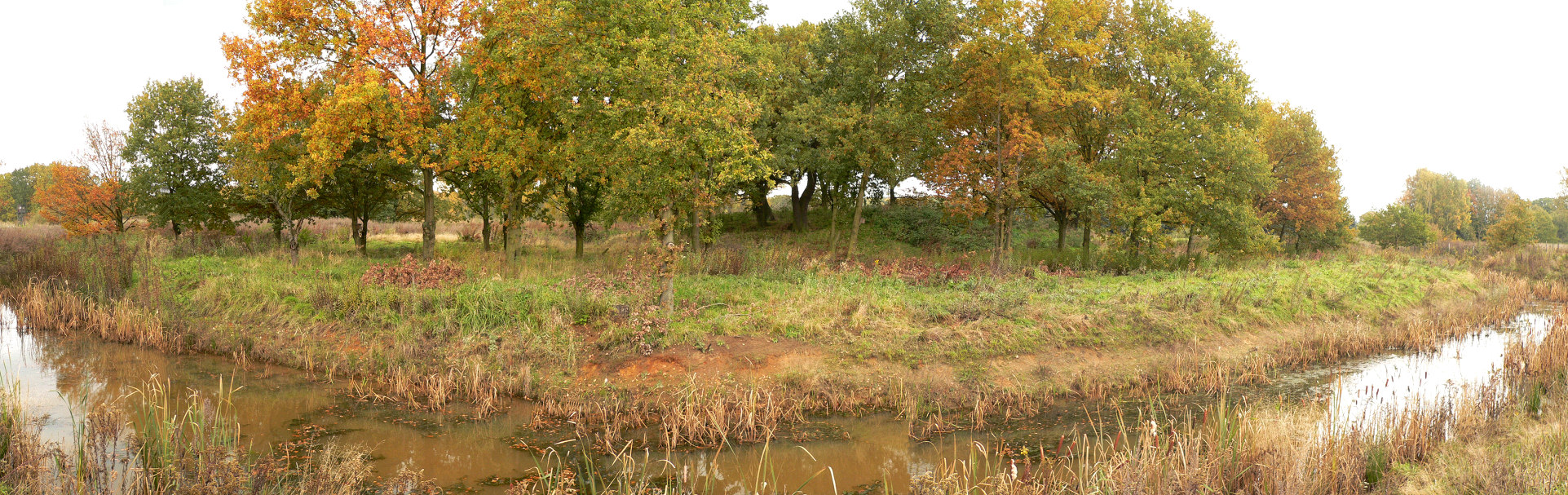
Rekonstruierter Wassergraben und Burghügel, 2007

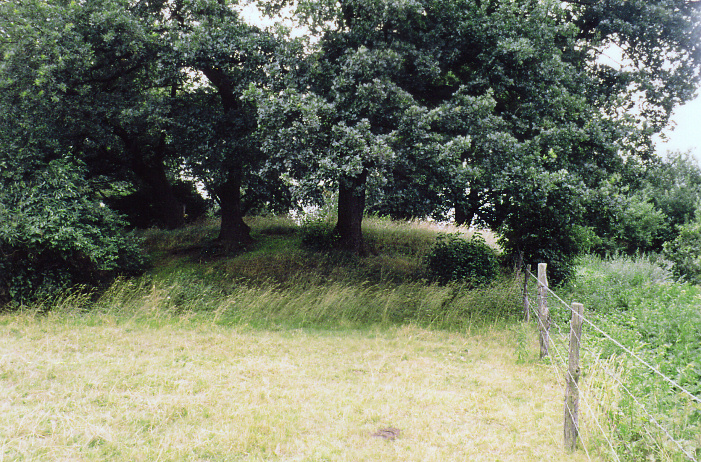
Aussehen des Burghügels vor der Rekonstruktion, 1986

Der Borwall ist eine abgegangene Turmhügelburg (Motte) aus dem 13. Jahrhundert östlich des Braunschweiger Stadtteils Querum (Niedersachsen), die in der einst sumpfigen Schunteraue liegt. Die Erdanlagen der in früheren Jahrhunderten weitgehend abgetragenen Niederungsburg wurden 2005 wiederhergestellt und in die Renaturierung der nahegelegenen Schunter einbezogen.

## Aufbau
Die Burg lag in der sumpfigen Niederung der Schunter, die mit ihren Altarmen natürlichen Schutz bot. Die  Hauptburg bestand aus einem aufgeschütteten Erdhügel von 45 × 37 m Größe, auf dem sich ein mehrgeschossiger Wohnturm aus Stein und vermutlich Nebengebäude befanden. Davor lag abgegrenzt durch einen Wassergraben eine sichelförmige Vorburg mit Wirtschaftsgebäuden. Äußeren Schutz bot ein doppelter Wassergraben und ein mit Palisaden bestandener Wall. Zugänge zur Vorburg lagen im Norden und Süden.
Durch Begradigung der Schunter, an deren Südufer der Borwall lag, sind Gewässerschleifen und Altarme verschwunden. Vorher führte der Schunterlauf direkt an die Ostseite des Borwalls heran. An allen anderen Seiten war die Burg von zwei, streckenweise auch von drei Wällen umgeben.

## Geschichte
Der Mitte des 18. Jahrhunderts aufgetauchte Name Borwall ist eine mundartliche Form für Burgwall, den die Bevölkerung der bereits verfallenen Anlage gab. Der frühere Name der Burg, ihre Erbauer und der Grund ihrer Entstehung sind nicht bekannt. In einer Urkunde von 1307 wird die Anlage mit locus castri quondam als eine Burg bei Querum erwähnt und als verlassen bezeichnet. Weitere schriftliche Zeugnisse bestehen nicht. Möglicherweise schützte die Burg einen 200 m westlich gelegenen Zehnthof des Bistums Halberstadt, in dem die Abgaben der Bauern gelagert wurden, sowie eine dort befindliche Mühle. Es wird vermutet, dass es sich um eine Burg der Herren von Volkmarode gehandelt hat und dass sie in den letzten Jahrzehnten des 12. und den ersten vier des 13. Jahrhunderts bestanden hat.

## Zerstörung und Unterschutzstellung
Die Burgreste des Borwalles hatten sich bis zur Begradigung der Schunter und der Beseitigung ihrer Altarme 1820 weitgehend erhalten. Danach fuhren von ihr Bauern fuderweise Rogensteine als Baumaterial ab. Laut einer Beschreibung von 1861 soll der Burghügel 10 m hoch und von einem mächtigen Graben umgeben gewesen sein. Danach wurde der Burggraben verfüllt und der Hügelrest diente dem Sandabbau. Im 20. Jahrhundert war die Burgstelle in den 1920er Jahren bis in die Zeit des Nationalsozialismus FKK-Gelände, zeitweise Viehweide und wilder Schuttplatz. Auf Betreiben des Braunschweiger Landesarchäologen Alfred Tode wurden die Burgreste 1937 als erstes archäologisches Denkmal in Braunschweig unter Schutz gestellt. In den 1980er Jahren wurde das Gelände eingezäunt, da es am Burghügel zu Zerstörungen durch weidendes Vieh und Motocrossfahrer kam. Durch die Schutzmaßnahmen entwickelte sich die Vegetation auf dem Gelände kräftig und überdeckte die Reste der Befestigungsanlage.

## Rekonstruktion
2004 wurde die Schunteraue, in der der Borwall liegt, renaturiert. Im Rahmen der Maßnahmen wurden 2005 und 2006 die Erdreste der Burg wiederhergestellt, das Gelände entkusselt und in das neue Fließ- und Stillwasserkonzept der Schunter einbezogen. In Zusammenarbeit von Jägerschaft, Naturschutzbehörde und Archäologie konnten die Erdanlagen der Burg in authentischer Weise in den Zustand vor 1820 zurückversetzt werden. Das Gelände entwickelte sich durch die Wasserflächen mit Röhricht und Schilfgürtel zum Lebensraum bedrohter Tierarten.
Im Zusammenhang mit der Rekonstruktion wurden archäologische Untersuchungen an der Burgstelle durch fast 20 Grabungsschnitte durchgeführt, um das Gelände mit Hauptburg, Vorburg und Wassergräben möglichst originalgetreu nachmodellieren zu können. Dabei wurde festgestellt, dass der Burggraben mit einer ein Meter mächtigen Sandschicht des Burghügels überdeckt war. Auch umschloss er den Burghügel nicht vollständig, sondern nur im Westen und Süden. Grenzen setzten der Rekonstruktion die unter Naturschutz stehenden Eichen auf dem Burghügel. Die früheren Burggebäude konnten nicht wiederhergestellt werden, da es von ihnen wegen des Steinabtransportes in früheren Jahrhunderten wenig Spuren gab. Das rekonstruierte Vorburgplateau hat heute einen Durchmesser von ca. 100 Metern. Es wurde etwa einen Meter über das normale Bodenniveau aufgeschüttet. Die gesamte Burg ist von einem wiederhergestellten doppelten Wassergraben und einem leicht angedeuteten Wall umgeben. Innerhalb der Vorburg liegt mittig der nur halbseitig von einem Wassergraben umgebene Burghügel der Hauptburg. Er wurde von 3,5 Meter Resthöhe auf 5 Meter Höhe angeschüttet und hat einen Durchmesser von etwa 20 Meter. Auch wenn ein direktes Betreten des Burggeländes aufgrund der Wassergräben nicht möglich ist, ist es durch die vorbeiführende Wegeführung erlebbar.